# DDR-Eishockeymeisterschaft 1952/53
Der DDR-Eishockeymeister 1952/53 wurde erstmals in der Oberliga ermittelt. Nach einem Beschluss des Präsidiums der Sektion Eishockey wurde die Liga auf eine Teilnehmerzahl von fünf Mannschaften reduziert, um damit im Kampf annähernd gleichwertiger Mannschaften eine weitere Leistungssteigerung zu erzielen.
DDR-Meister wurde die BSG Chemie Weißwasser, die ihren Titel aus der Vorsaison ohne Punktverlust verteidigte.

## Meistermannschaft
| Chemie Weißwasser | Hans Mack – Wolfgang Blümel, Manfred Buder, Hans Frenzel, Willi Herrmann, Heinz Lachmann, Paul Mann, Siegfried Mann, Wolfgang Nickel, Herbert Schindler, Günter Schischefski, Kurt Stürmer, Herbert Tschätsch |

## Oberliga
| Pl. | Verein                       | Sp. | S | U | N | Tore  | Punkte |
| --- | ---------------------------- | --- | - | - | - | ----- | ------ |
| 1.  | BSG Chemie Weißwasser (M)    | 8   | 8 | – | – | 77:15 | 16:0   |
| 2.  | BSG Wismut Erz Frankenhausen | 8   | 6 | – | 2 | 55:22 | 12:04  |
| 3.  | BSG Turbine Crimmitschau1    | 8   | 3 | – | 5 | 26:43 | 06:10  |
| 4.  | BSG Einheit Berliner Bär     | 8   | 3 | – | 5 | 26:52 | 06:10  |
| 5.  | BSG Einheit Dresden Süd      | 8   | – | – | 8 | 03:55 | 00:16  |

| (M) | Titelverteidiger |

## Relegation (Oberliga – Liga)
Ursprünglich sollten beide Staffelsieger zur Oberliga aufsteigen. Der Sieger der Staffel A, die SG Dynamo Berlin, wurde auf Beschluss von DDR-Funktionären aufgelöst und deren Spieler mit der BSG Chemie Weißwasser zur SG Dynamo Weißwasser vereinigt. Um den dadurch frei gewordenen Oberliga-Platz wurde ein Turnier zwischen dem Letztplatzierten der Oberliga, dem Zweitplatzierten der Liga-Staffel A und einer Mannschaft aus der Liga-Staffel B ausgetragen.
| Pl. | Verein                     | Sp. | S | U | N | Tore  | Punkte |
| --- | -------------------------- | --- | - | - | - | ----- | ------ |
| 1.  | HSG Wissenschaft HU Berlin | 2   | 2 | – | – | 11:04 | 04:0   |
| 2.  | BSG Einheit Dresden Süd    | 2   | 1 | – | 1 | 07:08 | 02:02  |
| 3.  | BSG Chemie Granschütz      | 2   | – | – | 2 | 07:13 | 00:04  |

## Liga
Neben dem Oberliga-Absteiger und den vier Qualifikanten aus dem Aufstiegsturnier der vorigen Saison wurden mit HSG Wissenschaft HU Berlin, BSG Motor Zwickau und BSG Einheit Schierke drei weitere Teams in die neugegründete Liga aufgenommen.

### Staffel A
| Pl. | Verein                         | Sp. | S | U | N | Tore  | Punkte |
| --- | ------------------------------ | --- | - | - | - | ----- | ------ |
| 1.  | SG Dynamo Berlin2 (A)          | 6   | 3 | 3 | – | 33:21 | 09:03  |
| 2.  | HSG Wissenschaft HU Berlin (N) | 6   | 3 | 1 | 2 | 22:16 | 07:05  |
| 3.  | BSG Motor Zwickau (N)          | 6   | 2 | 1 | 3 | 32:32 | 05:07  |
| 4.  | BSG Einheit Schönheide         | 6   | 1 | 1 | 4 | 16:34 | 03:09  |

### Staffel B
| Pl. | Verein                   | Sp. | S | U | N | Tore  | Punkte |
| --- | ------------------------ | --- | - | - | - | ----- | ------ |
| 1.  | BSG Motor Treptow        | 6   | 6 | – | – | 37:12 | 12:0   |
| 2.  | BSG Motor Erfurt         | 4   | 2 | – | 2 | 07:14 | 04:04  |
| 3.  | BSG Chemie Granschütz    | 3   | 1 | – | 2 | 13:14 | 02:04  |
| 4.  | BSG Einheit Schierke (N) | 5   | – | – | 5 | 08:25 | 00:10  |

| (A) | Oberliga-Absteiger |
| (N) | Neuling            |

Drei Spiele mit Beteiligung der BSG Chemie Granschütz wurden nicht ausgetragen.

## Aufstiegsrunde zur Liga 1953/54
Für die Aufstiegsrunde in die Liga waren die 15 Bezirksmeister der DDR teilnahmeberechtigt. Da sich einige Bezirke zu Bezirksgruppen zusammenschlossen, nahmen insgesamt zehn Mannschaften an der Aufstiegsrunde teil, die die drei Aufsteiger in zwei Runden ermittelten.
1. Runde
|                                                        | Ergebnis  |                                                                |
| ------------------------------------------------------ | --------- | -------------------------------------------------------------- |
| BSG Fortschritt Apolda (Bez. Erfurt)                   | 6:3       | BSG Einheit Oberhof (Bez. Suhl)                                |
| SG Oybin (Bez. Dresden)                                | 3:2 n. V. | BSG Chemie Weißwasser 1b (BG Cottbus/Potsdam/Frankfurt (Oder)) |
| BSG Motor Rostock (BG Rostock/Schwerin/Neubrandenburg) | n. a.     | BSG Aufbau Südwest Leipzig (BG Leipzig/Gera)                   |
| BSG Stahl Ilsenburg (Bez. Magdeburg)                   | kampflos  | (Bez. Halle)                                                   |
| BSG Wismut Frankenhausen 1b (Bez. Chemnitz)            | kampflos  | (Berlin)                                                       |

2. Runde
|                             | Ergebnis |                        |
| --------------------------- | -------- | ---------------------- |
| BSG Lok Zittau3             | 9:2      | BSG Stahl Ilsenburg    |
| BSG Wismut Frankenhausen 1b | n. a.    | BSG Fortschritt Apolda |
| BSG Aufbau Südwest Leipzig  | kampflos |                        |

Als Sieger der 2. Runde sicherten sich BSG Lok Zittau, BSG Wismut Frankenhausen 1b und BSG Aufbau Südwest Leipzig für die kommende Saison einen Liga-Platz.

## Vorausscheidung
Bezirksgruppe Cottbus/Potsdam/Frankfurt (Oder)
| Pl. | Verein                                  | Sp.              | S                | U                | N                | Tore             | Punkte           |
| --- | --------------------------------------- | ---------------- | ---------------- | ---------------- | ---------------- | ---------------- | ---------------- |
| 1.  | BSG Chemie Weißwasser 1b (Bez. Cottbus) | 2                | 2                | –                | –                | 21:0             | 04:0             |
| 2.  | BSG Stahl Fürstenberg (Bez. Potsdam)    | 2                | 1                | –                | 1                | 08:09            | 02:02            |
| 3.  | BSG Motor Hennigsdorf (Bez. Potsdam)    | 2                | –                | –                | 2                | 02:22            | 00:04            |
|     | BSG Einheit Potsdam (Bez. Potsdam)      | nicht angetreten | nicht angetreten | nicht angetreten | nicht angetreten | nicht angetreten | nicht angetreten |

Bezirksgruppe Leipzig/Gera
| Pl. | Verein                                    | Sp. | S | U | N | Tore  | Punkte |
| --- | ----------------------------------------- | --- | - | - | - | ----- | ------ |
| 1.  | BSG Aufbau Südwest Leipzig (Bez. Leipzig) | 2   | 2 | – | – | 31:04 | 04:0   |
| 2.  | BSG Empor Gera (Bez. Gera)                | 1   | – | – | 1 | 03:10 | 02:02  |
| 3.  | BSG Chemie Jena (Bez. Gera)               | 1   | – | – | 1 | 01:21 | 00:02  |

## Namensänderungen
1Die BSG Turbine Crimmitschau startete in der Vorsaison unter dem Namen BSG Fortschritt.

2Die SG Dynamo Berlin startete in der Vorsaison unter dem Namen SG DVP.

3Die BSG Lok Zittau startete in der 1. Runde unter dem Namen SG Oybin.